# Телеигра

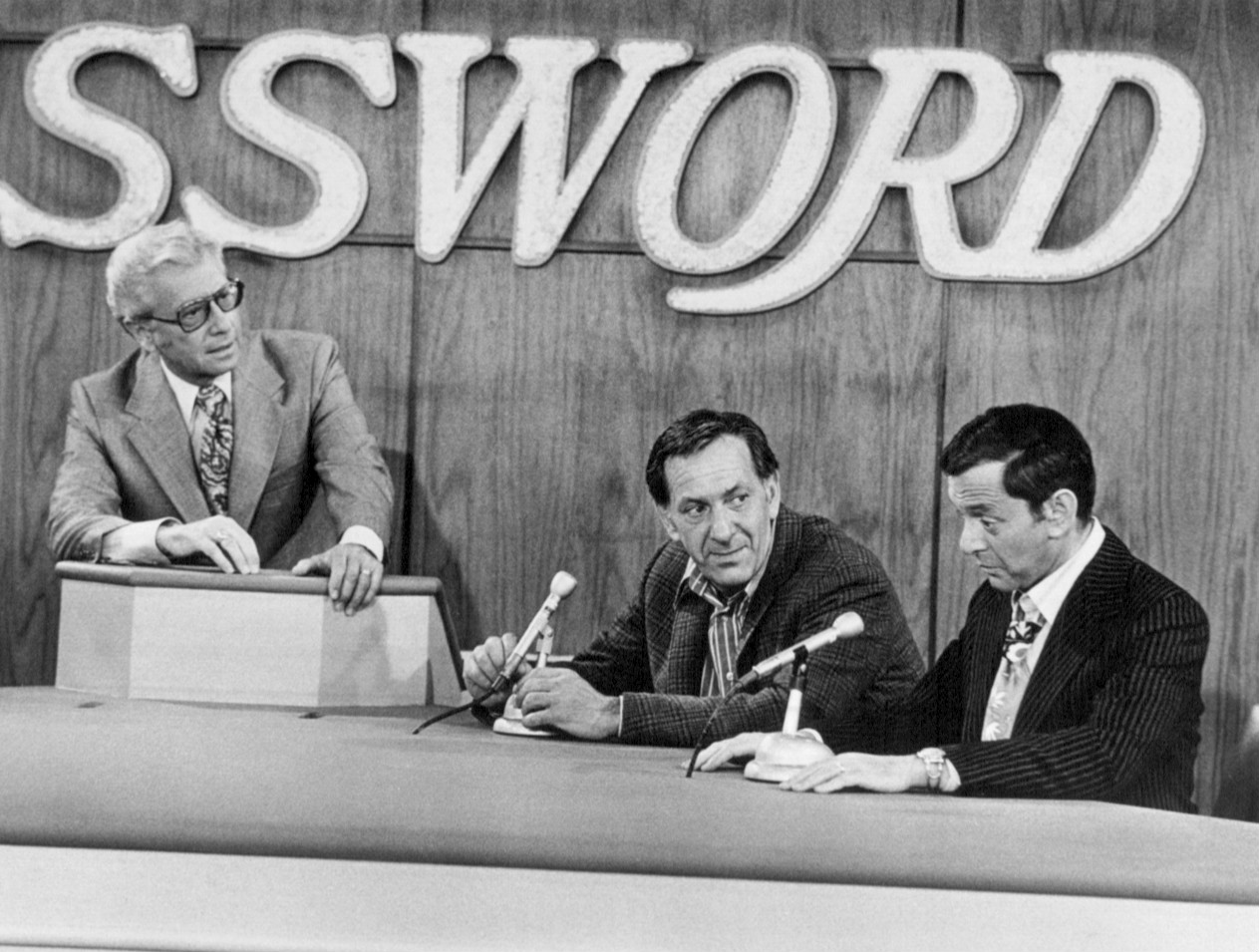
Ведущий и участники шоу «Password», 1972

Телеигра (также игровое шоу) — разновидность телешоу, где ключевым элементом сюжета служит соревнование или игра. Соревноваться могут как участники телеигры друг с другом, так и участники с ведущим или с телезрителями.

## История
Предшественниками телеигр были игровые шоу на радио, где, как правило, требовалось дать правильный ответ на вопрос ведущего. В 1940—1950-х годах игровые шоу в том же формате стали появляться и на телевидении, немедленно заработав огромную популярность. В США популярнейшими передачами были «Кто хочет стать обладателем 64 тысяч долларов?» (англ. The $64,000 Challenge), «Двадцать одно» (англ. Twenty One) и «Дотто» (англ. Dotto).
В 1958 году выяснилось, что в погоне за рейтингами продюсеры новой телеигры «Дотто» подсказывали участникам правильные ответы. Это привело к закрытию телепередачи и целому ряду аналогичных скандалов в других популярных телеиграх. В результате телекомпании стали обращать больше внимания на форматы телеигр, не связанных с интеллектом и эрудицией: «Угадай цену» (англ. The Price Is Right), «Пароль» (англ. Password) и другие.
Подобные передачи появлялись и в СССР — сначала «Вечер весёлых вопросов» (1958), затем последовавший за ним в 1961 году «Клуб весёлых и находчивых», где участники соревновались не только в знаниях, но и в остроумии. В 1975 году вышла одна из наиболее популярных телеигр в СССР — «Что? Где? Когда?». В передаче команда участников совместно отвечает на вопросы, которые заранее прислали телезрители.

## Классификация

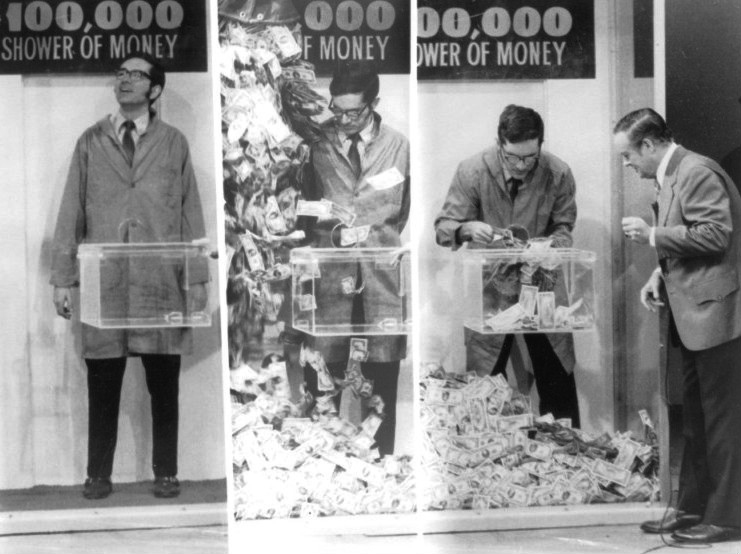
Участник шоу «Концентрация» должен набрать максимальную сумму, вылавливая банкноты номиналом от 5 до 100 долларов из воздушного вихря (США, 1972)

Телеигры можно классифицировать тем же образом, что и обычные игры, по Роже Кайуа:
- Соревновательные (agon)
- Азартные (alea)
- Актёрские (mimicry)
- Психологические (ilinx)

### Соревновательные
В «соревновательных» телеиграх участники состязаются в неком навыке или наборе навыков — эрудиции, реакции, силе и тому подобное. Сюда относится подавляющее большинство телеигр: спортивные шоу-состязания («Большие гонки», «Король ринга»), музыкальные игры («Угадай мелодию», «Можешь? Спой!»), музыкальные шоу-состязание («Народный артист», «Ты — суперстар»), интеллектуальные телеигры («Что? Где? Когда?», «Своя игра») а также формат «шоу на выживание» («Последний герой»).

### Азартные
Ключевым фактором азартных телеигр является случайность, результат зависит от удачи, игроки не столько играют, сколько угадывают. Примерами могут служить «Интуиция», «Один против всех».

### Актёрские
Игры из разряда mimicry предлагают участнику «самому стать иллюзорным персонажем и вести себя соответственным образом … отбросить собственную личность и притворно приобрести чужую». Нередко этот тип может сочетаться со спортивным элементом, примерами могут служить «Один в один!», «Точь-в-точь», «Мафия».

### Психологические
Участники этого типа игр подвергаются различным физиологическим воздействиям, которые нарушают их стабильность восприятия окружающей действительности — страху, головокружению и тому подобное. Примерами могут служить «Фактор страха», «Форт Боярд», «Естественный отбор».

## В искусстве
- В 1994 году вышел фильм «Телевикторина», посвящённый скандалу вокруг телеигры «Дотто» в 1958 году
- Роберт Шекли в 1958 году написал рассказ «Премия за риск», где речь идёт об ужесточении телевизионных шоу в будущем. Позже этот рассказ был переработан Стивеном Кингом в роман «Бегущий человек» (1982) и одноимённый фильм[источник не указан 812 дней] 1987 года, где в центре сюжета — смертельная телеигра «Бегущий человек». Действие романа и фильма происходит в 2017 году.